# Какчикели
Какчикели (на испански: Kaqchikel; Cakchiquel) е индиански народ от Централна Америка, едно от племената на маите, тясно свързан в езиково и културно отношение със съседните на него племена Киче и Цутухили. По преброяване от 2002 г., те наброяват 832 968 души.
Повечето представители от тази етническа група населяват планинските райони на централно-западна Гватемала, в близост до езерото Атитлан, департамент Чималтенанго, както и съседните департаменти Сакатепекес, Солола и Сучитепекес. Неголяма група от народа живеят и в южната част на Мексико, където имигрират през 1980-те г. в бягство от гражданската война в Гватемала.
Представителите на етноса говорят Какчикелски език, който е от семейството на маянските езици. По гореспоменатото преброяване от 2002 г. в Гватемала на какчикелски общуват 444 954 души, а в Мексико не повече от тридесет души, което означава, че не всички Какчикели знаят родния си език.

## История
В периода около 900 година, след разпада на големите градове-държави на маите в тропическите низини на Мексико, Белиз и Гватемала, се появяват първите селища на племето Какчикели в западните планини на Гватемала. В края на посткласическия период, център на тяхната държава е град Ишимче, чиито руини се намират в близост до днешния град Текпан.
През 1523 г. испанския конкистадор Педро де Алварадо навлиза с войните си в земите на племето. Вместо да се изправят срещу него Какчикели решават да се съюзът с новодошлите, в което виждат възможност да се справят с враговете си Киче и Цутухили. С тяхна помощ, през 1524 г., испанците побеждават обединените местни сили, водени от Текун Уман с което унищожават съпротивата в региона. Малко след това, Алварадо разваля договора и след като разрушава столицата Ишимче, предприема масово изтребление на доскорошните си съюзници. През 1526 г. Какчикели предприемат ответен удар, но са победени и се оттеглят в планините.
Още в следващите няколко десетилетия племето губи всичките си земи и преминава изцяло под контрола на новите си испанските господари. Впрегнат от испанските мисионери и управници в т.нар. „енкомиенда“ народа Какчикели е принуден със сила да полага робски труд в тяхна полза. До края на седемнадесети век, членовете му се прехранват като земеделски производители. Системата „енкомиенда“ продължава да действа до осемнадесети век, когато е заместена с друга система т.нар. „репартимиенто“, която продължава да експлоатира хората от Какчикели и ги държи в един вид крепостничество.
След като, през 1821 г. Гватемала получава независимост от Испания, робските практики са отменени, но в страната се развиват различни анти-местни и расистки политики, които ограничават свободите и правата на племето Какчикели и другите маянски народи. През 1970-те и 1980-те години, политическите репресии принуждават много хора да напуснат Гватемала и да емигрират в Мексико и Съединените щати.
В днешно време, макар политическата обстановка в Гватемала да е все още нестабилна, се наблюдава възраждане на интереса към маянските езици и култура. Много хора от етноса Какчикели вече имат добро образование и заемат важни длъжности в управлението на страната.

## Местообитание
Какчикелската езикова област в Гватемала обхваща централната част на страната. Тя се простира от столицата Гватемала на изток до езерото Атитлан на запад и до границите на департамента Ескуинтла на юг. В сърцето на ареала на племето е бившата колониална столица Антигуа.

## Икономически дейности
В наши дни много хора от народа Какчикели са активно ангажирани в изработката и търговията на традиционни тъкани изделия и други занаятчийски продукти, както на местно, така и на международно ниво. Ръчно изработените тъкани от общността, са едни от най-търсените в Гватемала. В допълнение, интересът към тях е голям и в световен мащаб, като много от тези изделия са поместени в различни музеи и текстилни колекции по целия свят.
Друг основен поминък на етноса е земеделието, което включва отглеждането на традиционни за областта култури като царевица, боб, кафе и т.н., но в последно време и нетрадиционни експортни култури, като броколи и грах, които се продават добре извън страната.

## Социална организация
Както и другите маянски народи от региона, Какчикели са организирани в Муникипио (общности или общини). Всяка община има своя собствена политическа и религиозна йерархия, местна носия, светци-покровители и икономическа специфичност. Често браковете извън общността се считат за неприемливи. Всяка общност обикновено говори собствения си диалект, който е взаимно разбираем с другите диалекти и отчасти е разбираем с езиците говорени от племената Киче и Цутухили.

## Култура и вярвания
Преди идването на испанците в Централна Америка, Какчикели нямат големи различия в културно и религиозно отношение от другите маянски култури. В дните си на езичество, живота ми се е върти главно около спазването на суеверни ритуали, отглеждане и прибиране на реколтата, най-вече от царевица и памук и производството на битови и военни предмети. Освен това, подобно на маите и ацтеките, те са раса от строители на малки и големи сгради, пирамиди, храмове и защитни съоръжения. Изкуството на писане чрез рисуване също им е било познато.
През колониалната епоха, под натиска на испанците, повечето представители на групата приемат християнството в римо-католическата му форма, което внася в ежедневието им различни християнски правила, норми за живот и поведение.
Днес нивото на образование, особено университетското, е най-високо сред хората от етноса в сравнение с другите индиански групи в Гватемала. Макар и бедността все още да е голяма, все повече членове на общността преминават към средната класа. Сред днешните Какчикели има тенденция на възраждане на някои стари земеделски и културни практики. Католицизма и петдесетничеството са най-разпространените религиозни течения сред тях.

## Език
Всички потомци на индианската общност са най-малко двуезични, като практикуват освен родния си език, така и испански. Какчикелският език е правно признат в Гватемала. Той има голям брой диалекти, но няма съгласие колко точно са те. Диалектите от централната и източната част на езиковата област са най-говорените.
По преброяване от 2002 г. какчикелския се знае от 444 954 души, което показва, че не всички вече говорят на родния си език, а предпочитат да използват само испански. Този факт е доста обезпокоителен за етническата група, която се опасява, че по-младите поколения няма да предадат бащината си реч на своите деца и до няколко поколения говорещите какчикелски рязко ще намалеят, с което ще се размие и етническата им принадлежност.